# Línea 1 (Montevideo)
La línea 1 fue una línea de transporte urbano de Montevideo. Unía la Plaza Independencia con el Parque Hotel, en el Parque Rodó.

## Historia
En el año 1907 es creada la Compañía La Transatlántica de Tranvías Eléctricos creando la línea 1 de tranvía, la cual unía la Aduana de Montevideo con Paso Molino. Para el año 1933 y producto de la fusión de dicha compañía con la Sociedad Comercial de Montevideo, la línea comenzó a ser operada por la Sociedad Comercial, quien tuvo su operación hasta el año 1947, año en que la Administración Municipal de Transporte adquiere el monopolio de todos los servicios de tranvías de la ciudad.
La línea uno continuó brindando servicios hasta el año 1957, año en que son disueltos todos los servicios de tranvías.
En 1975 y como consecuencia del cierre del ente municipal, la Cooperativa de Transportes del Sur, una de las tres cooperativas predecesoras del antiguo ente, adquiere los permisos de la línea 1, por lo cual planifica retomar las actividades y la reactiva, comenzando a unir la Plaza Independencia con el Parque Hotel. En los años noventa, con el cierre de dicha cooperativa, la línea es adquirida por la  Cooperativa de Obreros y Empleados del Transporte Colectivo, quien tuvo su operación tan sólo por seis meses. Ya que para ese entonces, la línea había sufrido un sinfín de modificaciones en su recorrido.  Antes de su disolución m, la línea estuvo operando  en el horario nocturno y con cada vez menos frecuencias. Luego de su disolución se presentaron diversos proyectos  para retomar el servicio, así como también y se pretendió fusionar con la también desaparecida línea 101 con un recorrido a modo de circuito, el cual no fue aprobado. De esta forma,  la histórica línea 1 fue suprimida de forma definitiva, habiendo pasado por varias empresas desde sus inicios y dejando muchos recuerdos en los uruguayos.

## Recorrido
| IDA - Avenida 18 de Julio - Bulevar Artigas - 21 de septiembre - Gonzalo Ramírez - Joaquín de Salterain - Casino Parque Hotel | VUELTA - Rambla - Jackson - Constituyente - Avenida 18 de Julio - Plaza Independencia |